# Río Torna Galeones
Río Torna Galeones är ett vattendrag i Chile.   Det ligger i regionen Región de Los Ríos, i den södra delen av landet, 800 km söder om huvudstaden Santiago de Chile.
I omgivningarna runt Río Torna Galeones växer i huvudsak städsegrön lövskog. Runt Río Torna Galeones är det ganska tätbefolkat, med 166 invånare per kvadratkilometer.